# (33428) 1999 DO3
1999 دي أو 3 (ويعرف أيضًا باسم (33428) 1999 دي أو 3 وفق تسمية الكوكب الصغير) (بالإنجليزية: 1999 DO3)‏ هو كويكب ضمن حزام الكويكبات؛ وترتيبه 33428 من حيث الاكتشاف.
اكتُشف هذا الجُرم الفلكي بواسطة كورادو كورليفيتش في 18 فبراير 1999.

## وصلات خارجية
- (33428) 1999 DO3 في قاعدة بيانات مختبر الدفع النفاث لأجرام النظام الشمسي الصغيرة

- الاكتشاف · مخطط المدار ·  العناصر المدارية · المعلمات المادية

- (33428) 1999 DO3 على موقع ويكي سكاي: DSS2, SDSS, GALEX, IRAS, Hydrogen α, X-Ray, Astrophoto, Sky Map, Articles and images